# Fédération première de hockey
Pour les articles homonymes, voir Ligue nationale de hockey féminin (homonymie).
La Fédération première de hockey - FPH (en anglais : Premier Hockey Federation - PHF), existant sous le nom de Ligue nationale de hockey féminin - LNHF (en anglais : National Women's Hockey League - NWHL) jusqu'en 2021, est une ligue professionnelle féminine de hockey sur glace en Amérique du Nord créée en 2015,. Elle représente l'unique niveau professionnel féminin d'Amérique du Nord après la fermeture de la Ligue canadienne de hockey féminin (LCHF). La LNHF a été créée sur la base de quatre équipes : le Pride de Boston, les Beauts de Buffalo, le Whale du Connecticut  et les Riveters de New York. Elle s'est étendue à cinq équipes avec l'ajout des Whitecaps du Minnesota en 2018 puis à six équipes en 2020 avec l'ajout des Six de Toronto  et sept en 2022 avec la Force de Montréal. C'est la première ligue féminine à payer ses joueuses.
La coupe Isobel est attribuée chaque année aux championnes des séries éliminatoires à la fin de la saison. Elle est nommée après Lady Isobel Gathorne-Hardy, fille de Frederick Stanley, qui est à l'origine de la coupe Stanley du championnat Nord-Américain masculin (LNH).

## Historique

### Début de la ligue et saison inaugurale 2015-2016
La LNHF est créée en mars 2015 et bien qu’homonyme avec la LNHF qui a existé de 1999 à 2007, sa création n'a aucune relation et les anciennes équipes n'ont pas migré dans cette nouvelle ligue. Elle est créée par Dani Rylan avec un budget estimé à 2,5 millions de dollars qui est ainsi la première commissaire de la ligue.
Avant la formation de cette ligue, le seul choix de ligue élite professionnelle pour le hockey féminin en Amérique du Nord était la LCHF, à la suite du déclin de la WWHL en 2011. Celle-ci fonctionnait à l'époque sur un système de prime mais n'offrait pas de salaires fixes aux joueuses.
La saison inaugurale 2015-2016 se déroule avec un plafond salarial de 270 000 dollars maximum par équipes et 10 000 dollars minimum par joueuses. Les joueuses gagnent également 15% de profit sur chaque maillot de la LNHF vendu à leur nom. La ligue choisi de placer ses quatre équipes originales sur un marché où beaucoup de jeunes filles jouent au hockey sur glace : la ville de New York, Buffalo et la Nouvelle-Angleterre.
Initialement la commissaire Dani Rylan ne souhaite pas rendre public les investisseurs de la ligue ni même le montant de leurs investissements. Le Canadien Joel Leonoff, directeur général de Paysafe Group et père de la gardienne de but du Whale du Connecticut, Jaimie Leonoff, a par la suite dévoilé son investissement dans la ligue même s'il a refusé d'en indiquer le montant.

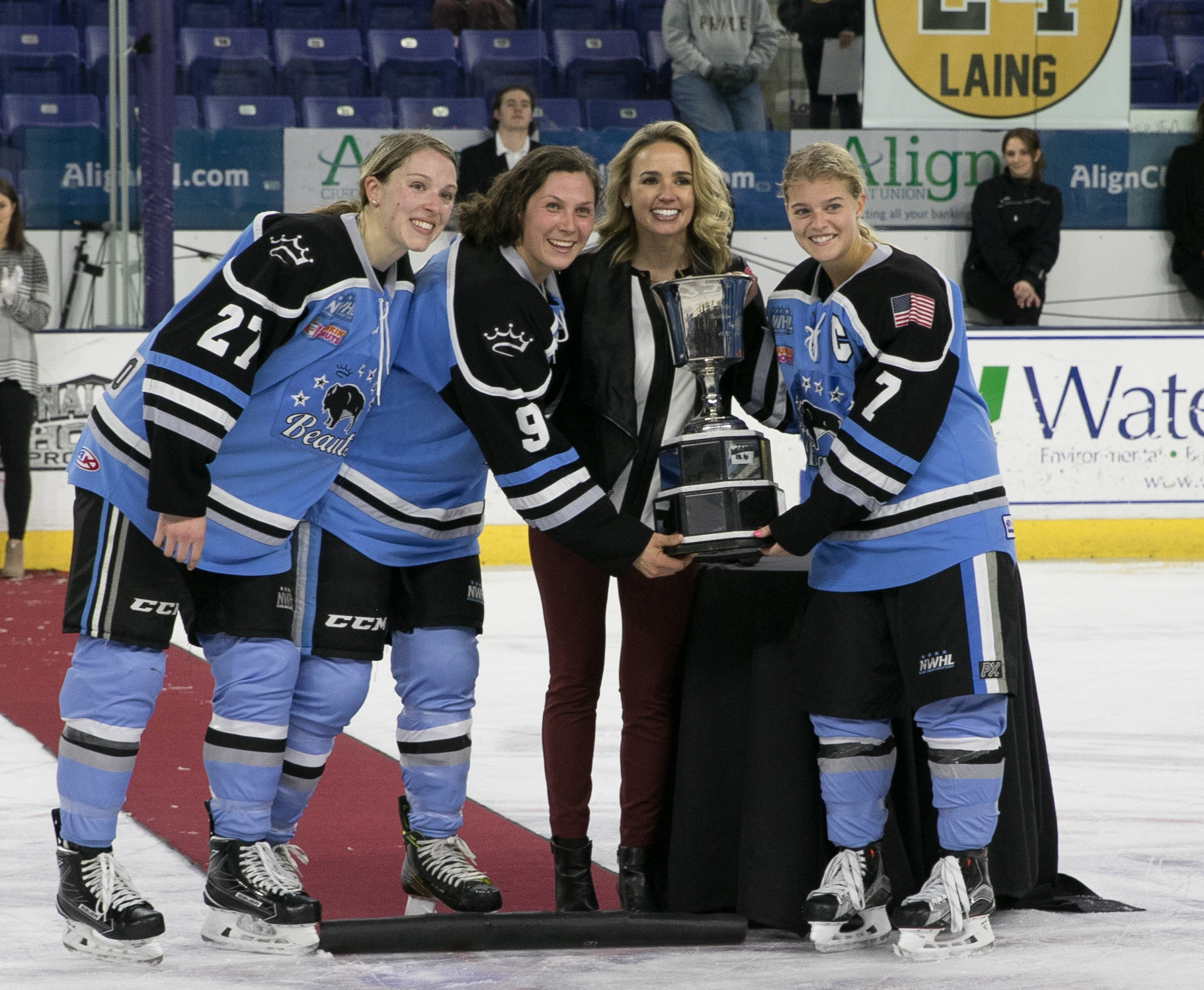
La commissaire Dani Rylan remet la coupe Isobel en 2017.

Le repêchage inaugural de 2015 a eu lieu à Boston le 20 juin, chaque équipe sélectionnant cinq athlètes universitaires,. La ligue a ensuite tenu des camps d'entrainements dans diverses localités canadiennes, ainsi qu'un camps avec des joueuses internationales à Boston. Elle a attiré de nombreuses joueuses stars de l'équipe des États-Unis de hockey sur glace féminin jouant en LCHF telle que Hilary Knight et la capitaine de l'équipe nationale Meghan Duggan, les meilleures joueuses du championnat universitaire NCAA et des joueuses internationales.
En décembre 2015, la ligue signe son premier contrat de sponsoring : un accord de plusieurs années avec Dunkin' Donuts. Le 31 décembre, les Pride de Boston affrontent Les Canadiennes de Montreal de la LCHF pour un match à égalité 1–1 lors du premier Classique hivernal féminin (titre original : Outdoor Women's Classic presented by Scotiabank), la veille du Classique hivernal de la LNH et dans le même stade, le Gillette Stadium à Foxborough, au Massachusetts. C'est le premier match extérieur professionnel de hockey sur glace féminin et le premier match entre les deux ligues élites féminines LNHF et LCHF.
Le premier match des étoiles de la LNHF se déroule le 24 janvier 2016 à New York, Buffalo. Le match repose sur un format 4 contre 4 avec Hilary Knight des Pride de Boston et Emily Pfalzer des Beauts de Buffalo en tant que capitaines. Le 12 mars 2016, les Pride deviennent les premières championnes de la Coupe Isobel avec une victoire 3 à 1 contre les Beauts (victoire série 2-0).

### Changements structurels et partenariat avec la LNH (2016–aujourd’hui)
Le 4 août 2016, la ligue annonce que les quartes maillots inauguraux seront retirés et remplacés par des nouveaux dont le design a été choisi par un vote des fans. Deux jours avant cette annonce, la ligue présente un partenariat avec You can Play, une organisation dont le but est d'éliminer l'homophobie dans le sport, également partenaire de la ligue masculine LNH. En plus du fait que chaque équipe nomme un athlète ambassadeur de la cause, cela a également conduit à une politique prenant en compte les joueuses transgenres. Cette initiative a pris place le 7 octobre 2016, en réponse à l'annonce de Harrison Browne (Beauts de Buffalo) sur sa transidentité (ce qui en fait le premier athlète ouvertement transgenre dans une équipe sportive professionnelle américaine).
Lors de la saison 2016-2017, la LNHF informe ses joueuses le 17 novembre qu'elles vont devoir subir une diminution de 50% de leur salaire, ce qui réduit le salaire minimum à 5 000 dollars par joueuses. Cinq semaines plus tard, afin de compenser partiellement ce recul salarial, la ligue introduit une prime qui consiste à partager les revenus en surplus lorsque la fréquentation excède 500 tickets, à destination de l'équipe qui reçoit le match.
Le 3 février 2017, la ligue annonce que la saison et les séries éliminatoires seront raccourcies pour rendre les joueuses disponibles pour les championnats du monde 2017 et la préparation des Jeux olympiques de 2018. En septembre 2017, la ligue rejoint 16 autres organisations internationales de hockey dans l’adoption de la Déclaration de Principes de la LNH, ayant pour but de faire progresser l'enseignement, les politiques et les programmes renforçant la communauté du hockey tout autour du monde.
En octobre 2017, les Devils du New Jersey de la LNH signent un partenariat avec les Riveters, ce qui en fait la première équipe de LNH a signer un accord avec une équipe de la LNHF,,. Ce partenariat de trois ans fournit des installations pour l’entrainement et les matchs de l'équipe ainsi qu'un appui concernant la signature de contrats de sponsoring, le marketing et la vente des tickets L'équipe change alors son nom pour Metropolitan Riveters et adopte les couleurs des Devils. Certains matchs des Riveters sont diffusés sur «The One Jersey», la station de radio en ligne des Devils. Dans le cadre de cette affiliation, les Riveters et les Devils ont tenu une double affiche au Prudential Center pour l'ouverture de la saison 2017-2018, avec un match des Riveters contre les Pride de Boston suivi d'un match des Devils contre les Coyotes de l'Arizona.
Le 21 décembre 2017, les Beauts de Buffalo sont rachetés par Pegula Sports and Entertainment, qui possède déjà les Sabres de Buffalo, les Americans de Rochester et la patinoire des Beauts, le HarborCenter. Les Beauts sont la seconde équipe à devenir affiliée à une franchise de LNH, suivant le partenariat Devils-Riveters d'octobre, et la première équipe à ne pas être détenue par la LNHF directement. C'est également la première équipe de ligue de hockey féminin qui appartient à un propriétaire de LNH.
Le 15 mai 2018, la ligue annonce sa première expansion avec l'acquisition des Whitecaps du Minnesota qui rejoignent la ligue pour la saison 2018-2019,. Les Whitecaps ont joué dans la WWHL de 2004 à 2011 puis à la suite de la fermeture de la ligue, l'équipe a joué en tant qu'indépendante, contre des équipes du championnat universitaire et dans des matchs d'exhibition contre des équipes de la LNHF.
À la fin de la saison 2018-2019, la LCHF surprend l'ensemble du paysage du hockey féminin en annonçant sa fermeture pour raisons budgétaires au 1er mai suivant ,.Le paysage étant vide pour les joueuses canadiennes, la LNHF annonce le 2 avril suivant qu'elle considère investir dans deux nouvelles franchises à Toronto et Montréal, sans préciser si les équipes des Furies et des Canadiennes seront reprises ou de nouvelles équipes créées. La LNH rebascule également ses fonds financiers distribués auprès de la LCHF vers la LNHF, permettant de doubler son apport financier même si celui-ci reste limité à 100 000 dollars (en comparaison d'un salaire minimum de joueur LNH à 650 000 dollars). Finalement, début mai un grand mouvement de boycott est lancé par plus d'une centaine de joueuses de hockey tels que Hilary Knight ou Marie-Philip Poulin en faveur de la création d'une ligue unique et avec des moyens financiers suffisants. Cela pose des doutes sur la viabilité de la LNHF pour la saison 2019-2020 qui communique alors le 30 mai 2019 : « The 2019-20 NWHL season will launch in October with our five current teams returning to their markets and playing before their dedicated fans: the Pride, Riveters, Beauts, Whale, and Whitecaps. Whether there will be more teams this season remains an open-ended question for a few more weeks. We are exploring all options to build our league »,. La ligue étend cependant la saison de 16 à 24 matchs.
Le 22 avril 2020, la LNHF annonce finalement son expansion canadienne avec une sixième équipe qui va participer au championnat à partir de la saison suivante et sera basée à Toronto au Canada. Un concours est lancé sur Internet afin de lui attribuer un nom qui deviendra le Six de Toronto (Toronto Six en anglais).
Le 12 octobre 2020, la commissaire Dani Rylan, fondatrice de la ligue et occupant ce poste depuis son lancement, dépose sa démission. Elle est remplacée de façon temporaire par Tyler Tumminia. De plus, la ligue change son modèle de gouvernance et intègre un directoire composé d'un représentant par équipes. Rylan participe toujours au fonctionnement de la LNHF en gérant les équipes qui ne sont pas indépendantes (les Beauts, le Whale, les Riveters et les Whitecaps) tout en cherchant des acquéreurs pour ces dernières jusqu'à mars 2021 où elle quitte définitivement son poste.
En prévision de la saison 2021-2022, Tumminia annonce une augmentation du plafond salarial des équipes qui passe de 150 000 dollars à 300 000 dollars, ainsi que le report de l'expansion possible à Montréal. Le 10 mai 2021 la ligue annonce le rachat du Whale du Connecticut par une entreprise privée (SHE), réduisant le nombre d'équipes appartenant à la ligue à seulement trois.

## Équipes 2022-2023
| Whitecaps Beauts Pride Riveters Whale Six |

| Équipe                 | Ville                       | Patinoire                                   | Entraineur                         | Coupe Isobel | Finaliste | Entrée dans la LNHF/FPH |
| ---------------------- | --------------------------- | ------------------------------------------- | ---------------------------------- | ------------ | --------- | ----------------------- |
| Pride de Boston        | Boston, Massachusetts       | Warrior Ice Arena                           | Paul Mara                          | 3            | 1         | 2015                    |
| Beauts de Buffalo      | Buffalo, New York           | HarborCenter                                | Rhea Coad                          | 1            | 3         | 2015                    |
| Whale du Connecticut   | Simsbury, Connecticut       | International Skating Center of Connecticut | Colton Orr                         | 0            | 1         | 2015                    |
| Metropolitan Riveters  | East Rutherford, New Jersey | The Rink at American Dream (en)             | Venla Hovi                         | 1            | 0         | 2015                    |
| Whitecaps du Minnesota | Richfield, Minnesota        | Richfield Ice Arena (en)                    | Jack Brodt Ronda Curtin Engelhardt | 1            | 1         | 2018                    |
| Force de Montréal      | Montréal, Québec            | Auditorium de Verdun                        | Peter Smith (en)                   | 0            | 0         | 2022                    |
| Six de Toronto         | Toronto, Ontario            | Canlan Ice Sports – York                    | Geraldine Heaney                   | 0            | 0         | 2020                    |

## Saisons

### 2015–2016
Le repêchage a lieu à Boston le 20 juin, l'ordre de sélection est décidé le 8 juin par une loterie : les Riveters obtiennent le 1er choix, suivi par le Whale du Connecticut, les Pride de Boston et les Beauts de Buffalo. Le 1er choix au total des cinq tours est Alex Carpenter, en provenance de l'université de Boston et gagnante du trophée Patty-Kazmaier pour la saison 2015 ainsi qu'élue joueuse la plus exceptionnelle du championnat universitaire de hockey sur glace féminin NCAA. C'est également la fille de Bobby Carpenter, star de la LNH.
Les autres choix du premier tour incluent l'attaquante Hannah Brandt de l'université du Minnesota, l'attaquante Kendall Coyne de l'université du Nord-Est et la défenseure Courtney Burke de l’université du Wisconsin,.
Le premier match de l'histoire de la ligue se déroule le 11 octobre 2015, à guichet complet, entre les Riveters de New York et le Whale du Connecticut. Manon Rheaume réalise la mise en jeu lors d'un engagement symbolique avant le match. Le premier but de l'histoire de la ligue est marqué par Jessica Koizumi du Whale pour une victoire de l'équipe 4 à 1.
Le premier match des étoiles a lieu le 24 janvier 2016, à HarborCenter, la patinoire des Beauts de Buffalo.

### 2016–2017
Les quatre mêmes équipes reviennent pour la seconde saison. Avant le premier match de la saison, Harrison Browne des Beauts de Buffalo annonce qu'il est un athlète transgenre. Le second match des étoiles de la LNHF a eu lieu à Pittsburgh, en Pennsylvanie, un marché souvent évoqué parmi les rumeurs d'expansion. Amanda Kessel et Kelley Steadman sont nommées capitaine, Kessel marque le premier coup du chapeau de l'histoire des matchs des étoiles de la LNHF et est nommée Étoile de la soirée par l'émission SportsCenter de la chaîne ESPN.
Brianna Decker termine la saison en tête du classement des buteuses et est nommée Most Valuable Player (MVP) c'est-à-dire la meilleure joueuse la de la saison. Les Beauts de Buffalo, qui ont terminé en troisième place de la saison raccourcie, bousculent les premières du classement qui sont les Pride de Boston en remportant la coupe Isobel, alors que les séries éliminatoires sont rediffusées en ligne par ABC News. Les Beauts sont par la suite honorées lors d'un match des Sabres de Buffalo de la LNH pour leur victoire.

### 2017–2018
Les quatre mêmes équipes reviennent pour une troisième saison, sans changement de patinoires. Les Beauts jouent leur match d'ouverture au Bill Gray's Regional Iceplex dans les environs de Rochester, ainsi que certains matchs en zone neutre à Pittsburgh. Les Metropolitan Riveters gagnent la coupe Isobel en battant les Beauts de Buffalo.

### 2018–2019
La saison s'ouvre avec une nouvelle équipe, les Whitecaps du Minnesota, première extension de la ligue depuis sa création. La LNHF lance également son premier programme jeunesse avec le « Jr. NWHL», permettant à des clubs juniors d'être affiliés à la ligue .
Le troisième match des étoiles de la ligue a lieu à Nashville, le 9 et 10 février 2019, en partenariat avec l'organisation des Predators de Nashville . Le match se tient le 10, après une rencontre des Predators et un concours d'habilité qui a lieu la veille.
La saison se termine sur la victoire des Whitecaps du Minnesota pour leur première année dans la ligue. La LNHF publie également un bon bilan, avec un record de fréquentation lors des matchs (une moyenne de 954 personnes pour 46 matchs) et notamment l'ensemble des matchs des Whitecaps joué à guichet complet . Le match des étoiles attirent plus de 6 200 personnes, un record pour un match féminin de hockey sur le sol américain. La diffusion live des matchs attirent plus de 70 000 spectateurs sur internet, un nouveau record .

### 2019–2020
La LNHF débute sa première saison en tant que seule ligue féminine élite sur le continent nord-américain, après la fermeture de la LCHF à la fin de la saison 2018-2019. C'est également une saison où un nombre important de joueuses élites, à la suite du mouvement « ForTheGame » (en français « PourLeJeu »), boycottent la ligue . La saison régulière s'étend pour la première fois de 16 à 24 matchs . Le 26 janvier, Jillian Dempsey devient la première joueuse à atteindre la barre des 100 points dans cette ligue . L'épidémie de Covid-19 éclate juste avant la finale entre les Pride de Boston et les Whitecaps du Minnesota, menant au report puis à l'annulation des matchs. La coupe Isobel n'est pas remise pour cette saison .

### 2020-2021
La LNHF accueille, pour sa sixième saison, une nouvelle équipe basée à Toronto au Canada, après une annonce faite par la ligue le 22 avril 2020. C'est le tout premier club canadien de l'histoire de la compétition. Du fait de la pandémie de Covid-19, le début de la saison est repoussé à novembre 2020 pour une saison qui s'étend jusqu'à mi-mars 2021 soit 60 matchs au total avant les séries éliminatoires. Cependant, le démarrage ne peut s'effectuer avant janvier 2021 du fait des conditions sanitaires ce qui conduit à une formule où chaque équipe joue uniquement cinq matchs (affrontant chacun de ses adversaires une fois) avant la coupe Isobel . Tous les matchs se jouent au même endroit (la patinoire Rink-Herb Brook)  et la saison régulière est diffusée sur Twitch. Les séries éliminatoires sont programmées sur la chaîne NBC Sports.
Durant la saison d'uniquement deux semaines, les Riveters doivent se retirer de la compétition à la suite de plusieurs contrôles positifs de leurs joueuses à la Covid-19. Quelques jours plus tard, les Whale déclarent également forfait. La ligue reprogramme la finale de la coupe Isobel le 26 et 27 mars à Brighton .

## Championnes des séries - Coupe Isobel

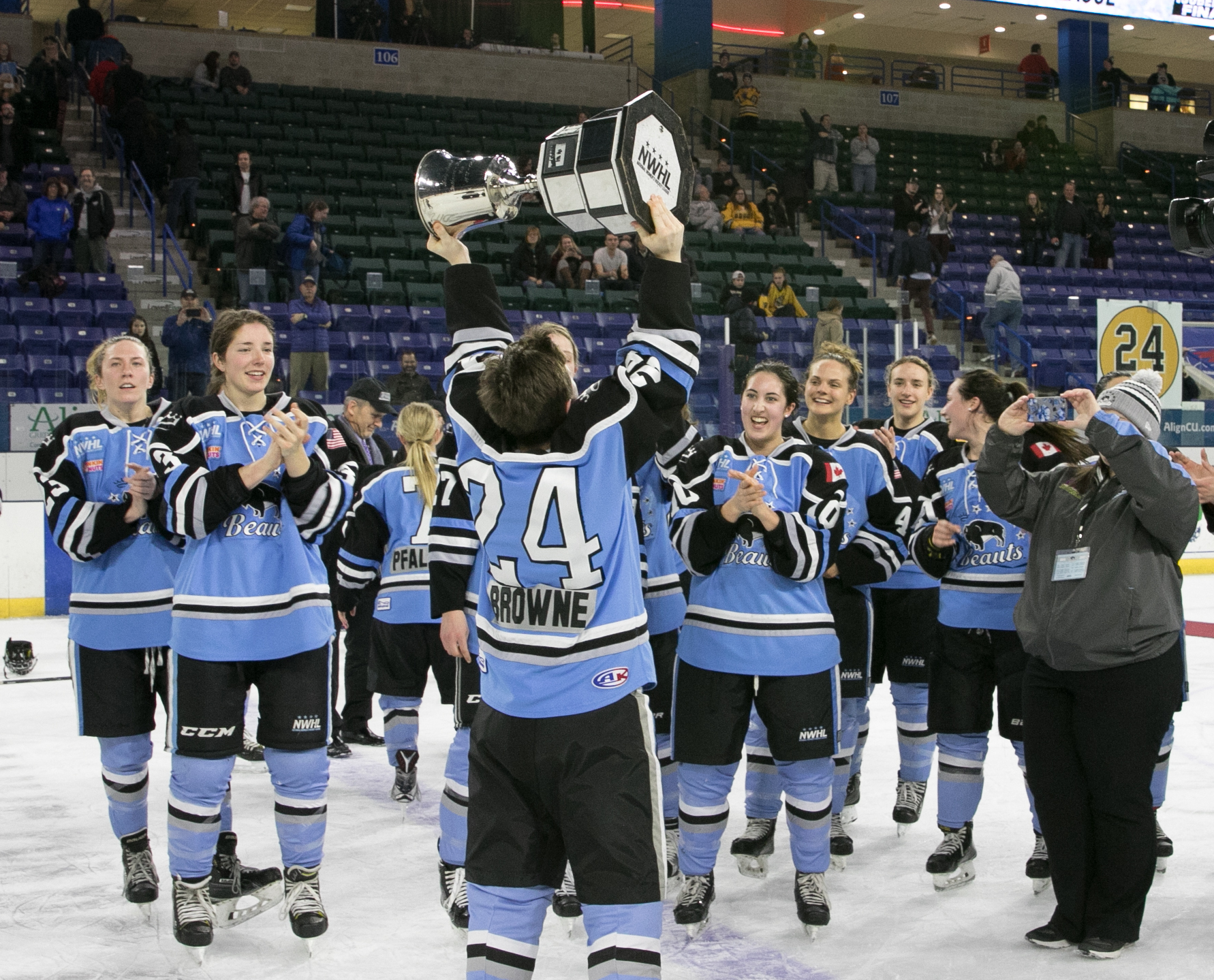
Harrison Browne des Buffalo Beauts soulève la coupe Isobel 2017.

La coupe Isobel, trophée récompensant le champion de la ligue, est remise annuellement à la fin de chaque saison. L'avant de la coupe est gravée des mots suivants : « The Lady Isobel Gathorne-Hardy Cup 1875–1963. This Cup, shall be awarded annually to the greatest professional women's hockey team in North America. All who pursue this Cup, pursue a dream; a dream born with Isobel, that shall never die. EST. 2016. »,
| Année | Vainqueur                                                               | Entraineur                                                              | Finaliste                                                               | Entraineur                                                              | Séries éliminatoires                                                    | Ville                                                                   |
| ----- | ----------------------------------------------------------------------- | ----------------------------------------------------------------------- | ----------------------------------------------------------------------- | ----------------------------------------------------------------------- | ----------------------------------------------------------------------- | ----------------------------------------------------------------------- |
| 2016  | Pride de Boston                                                         | Bobby Jay                                                               | Beauts de Buffalo                                                       | Ric Seiling                                                             | 2-0 (deux matchs)                                                       | Newark, NJ                                                              |
| 2017  | Beauts de Buffalo                                                       | Ric Seiling                                                             | Pride de Boston                                                         | Bobby Jay                                                               | 3-2 (match unique)                                                      | Lowell, MA                                                              |
| 2018  | Metropolitan Riveters                                                   | Chad Wiseman                                                            | Beauts de Buffalo                                                       | Ric Seiling                                                             | 1-0 (match unique)                                                      | Newark, NJ                                                              |
| 2019  | Whitecaps du Minnesota                                                  | Jack Brodt                                                              | Beauts de Buffalo                                                       | Nik Fattey                                                              | 2-1 (Pr.) (match unique)                                                | Saint Paul, MN                                                          |
| 2020  | La Coupe Isobel n'est pas remise en raison de la Pandémie de Covid-19 . | La Coupe Isobel n'est pas remise en raison de la Pandémie de Covid-19 . | La Coupe Isobel n'est pas remise en raison de la Pandémie de Covid-19 . | La Coupe Isobel n'est pas remise en raison de la Pandémie de Covid-19 . | La Coupe Isobel n'est pas remise en raison de la Pandémie de Covid-19 . | La Coupe Isobel n'est pas remise en raison de la Pandémie de Covid-19 . |
| 2021  | Pride de Boston                                                         | Paul Mara                                                               | Whitecaps du Minnesota                                                  | Jack Brodt                                                              | 4-3 (match unique)                                                      | Brighton, MA                                                            |
| 2022  | Pride de Boston                                                         | Paul Mara                                                               | Whale du Connecticut                                                    | Jack Brodt                                                              | 4-2 (match unique)                                                      | Wesley Chapel, FL                                                       |
| 2023  | Six de Toronto                                                          | Geraldine Heaney                                                        | Whitecaps du Minnesota                                                  | Ronda Curtin Engelhardt                                                 | 4-3 (Pr.) (match unique)                                                | Tempe, AZ                                                               |

## Trophées de la LNHF
Chaque année depuis la création de la ligue les joueuses reçoivent des récompenses pour leur performance sur et en dehors de la glace. Les lauréates sont annoncées sur les différents réseaux sociaux (Twitter, Facebook, Instagram) et sont le résultat des votes des joueuses, d'un panel de média, du bureau de la ligue et des fans.
- Joueuse la plus utile selon le vote des joueuses de la ligue.
- Gardienne de l'année (en anglais, Goaltender of the Year) selon le vote des médias.
- Défenseure de l'année (en anglais, Defender of the Year) selon le vote des médias.
- Recrue de l'année (en anglais, Rookie of the Year) selon le vote des médias. Cette récompense existe depuis 2018.
- Denna Laing Award (appelé auparavant Perseverance Award) selon le vote des joueuses. Cette récompense est remise à la joueuse qui démontre les plus belles qualités de persévérance, d'esprit sportif et d'implication dans son sport. Elle est renommée à la suite de l'accident de Denna Laing durant le Classique Hivernal de 2016.
- Récompense de la fondation LNHF (en anglais, NWHL Foundation Award) remis par le bureau de la ligue. Cette récompense revient à la joueuse la plus impliquée dans la transmission des valeurs du hockey à la communauté et dans l'amélioration du sport.
- Les trois étoiles de la saison (en anglais, Three Stars of the Season), selon le vote des fans.
- Récompense de la meilleure buteuse (en anglais, Leading Scorer Award).
- Championne de la saison régulière.
- Championne des séries éliminatoires, avec la Coupe Isobel.

## Diffusion
Les matchs de la LNHF sont disponibles sur la chaîne Cheddar, avec certains matchs diffusés en direct ou à la demande sur Sling TV, Amazon, Twitter, et Facebook Live. La ligue archive et diffuse aussi des matchs sur sa propre chaîne YouTube gratuitement. Le service est nommé «The Cross-Ice Pass».
Pendant la saison inaugurale, certains matchs sont diffusés sur ESPN3. La franchise phare de la ligue, les Pride de Boston, devient la première équipe féminine de hockey à conclure un contrat de diffusion régulière avec une chaine sportive, avec 8 de ses 18 matchs présentés sur NESN ou sur NESNplus.
Le 16 mars 2017, la ligue annonce que le site internet de ABC News proposera une couverture live des séries éliminatoires 2017. Le 20 juin, il est annoncé que la LNHF a conclu un accord avec Twitter  pour diffuser en direct 16 matchs de saison régulière, avec un rythme d'un match par semaine («Twitter NWHL Game of the Week») ainsi que le match des étoiles et la rencontre au sommet entre la LNHF face à l'Équipe russe pour la saison 2017-2018. Également faisant partie de l'accord avec les Devils du New Jersey signé en octobre 2017, quelques matchs des Riveters sont diffusés sur la chaine radio internet «The One Jersey».